# I'll Rather Lose
I'll Rather Lose (en español: Prefiero perder) es una canción de Mandy Moore. Lanzada el 31 de octubre de 2019, como segundo sencillo de su séptimo álbum de estudio Silver Landings, por Verve Forecast Records. La canción fue escrita por Jason Boesel, Moore, Mike Viola, Sean Douglas y Taylor Goldsmith, producida por Viola. La canción recibió críticas positivas de parte de la industria musical.

## Antecedentes
En julio de 2012, Moore anunció que estaría colaborando con su entonces esposo, el músico Ryan Adams, en su séptimo álbum de estudio. Ella dijo: "Hay una tremenda influencia en este momento en la casa ... por la música que me presentaron y por ser muy feliz y en una relación sana y feliz ...  Creo que eso todavía acumula mucho material para escribir". Más tarde dijo: "Hay mucho que decir y mucho que me ha pasado en los últimos tres años más o menos desde que salió el último disco, así que he estado escribiendo mucho y definitivamente va a ser intenso, registro emocional. Estoy emocionada por eso. Estoy emocionada de entrar al estudio y comenzar a grabar ". En una entrevista de julio de 2014 con CBS News, Moore dijo que 2014 fue "el año del progreso real hacia adelante" en su séptimo álbum y dijo que era más "peligroso" y "crudo" que sus álbumes anteriores, y dijo que esperaba comenzar a grabar el álbum en el estudio de Adams más tarde en el verano. En septiembre de 2015, Moore dijo que seguía trabajando en el álbum. "He estado trabajando en música constantemente durante los últimos años", explicó. "Creo que 2016 será el resurgimiento de mi música. En mi opinión, ese lado de mi vida ha estado latente durante demasiado tiempo".
En julio de 2017, después de su separación de Adams, Moore anunció sus intenciones de volver a la música en una entrevista con la revista People. Ella dijo: "Quiero volver a la música" y que "no tengo un sello discográfico, pero tengo mucha música escrita. ¡El año que viene, he decidido ponerla a la venta!" En julio de 2018, también dijo en Jimmy Kimmel Live! para que ella pueda colaborar con su futuro esposo, el músico Taylor Goldsmith, en su nueva música.
El 17 de septiembre de 2019, sorprende a todos lanzado el primer sencillo del álbum, When I Wasn't Watching.

## Créditos
- Mandy Moore - compositora, letrista, voz.
- Mike Viola - vocalista de fondo, compositor, guitarra, letrista, mezclador, piano, productor, ingeniero de grabación, personal de estudio.
- Taylor Goldsmith - compositor, letrista.

## Lanzamiento
| País   | Fecha                 | Formato                    | Compañía               | Ref. |
| ------ | --------------------- | -------------------------- | ---------------------- | ---- |
| Varios | 31 de octubre de 2019 | Descarga digital streaming | Verve Forecast Records |      |